# Плавання на літніх Олімпійських іграх 2024 — марафон 10 кілометрів (жінки)
Змагання з марафонського плавання на 10 кілометрів серед жінок на літніх Олімпійських іграх 2024 у Парижі відбулися 8 серпня в Сені. Це була п'ята поява цієї дисципліни на Олімпійських іграх після її впровадження 2008 року.

## Розклад
Вказано центральноєвропейський час (UTC+1)
| Дата          | Час  | Раунд |
| ------------- | ---- | ----- |
| 8 серпня 2024 | 6:30 | Фінал |

## Підсумки
| Місце | Плавчиня             | Країна                | Час       | Нотатки |
| ----- | -------------------- | --------------------- | --------- | ------- |
| 1     | Шарон ван Раувендал  | Нідерланди (NED)      | 2:03:34.2 |         |
| 2     | Моеша Джонсон        | Австралія (AUS)       | 2:03:39.7 |         |
| 3     | Джиневра Таддеуччі   | Італія (ITA)          | 2:03:42.8 |         |
| 4     | Ана Марсела Куня     | Бразилія (BRA)        | 2:04:15.7 |         |
| 5     | Беттіна Фабіан       | Угорщина (HUN)        | 2:04:16.9 |         |
| 6     | Джулія Габбріеллескі | Італія (ITA)          | 2:04:17.9 |         |
| 7     | Осеан Кассіньйоль    | Франція (FRA)         | 2:06:06.9 |         |
| 8     | Каролін Лор Жуїсс    | Франція (FRA)         | 2:06:11.0 |         |
| 9     | Леоні Бек            | Німеччина (GER)       | 2:06:13.4 |         |
| 10    | Анхела Мартінес      | Іспанія (ESP)         | 2:06:15.3 |         |
| 11    | Вівіане Жунгблут     | Бразилія (BRA)        | 2:06:15.8 |         |
| 12    | Анжеліка Андре       | Португалія (POR)      | 2:06:17.0 |         |
| 13    | Айрі Ебіна           | Японія (JPN)          | 2:06:17.7 |         |
| 14    | Челсі Ґубека         | Австралія (AUS)       | 2:06:17.8 |         |
| 15    | Кейті Ґраймс         | США (USA)             | 2:06:29.6 |         |
| 16    | Мерая Деніґен        | США (USA)             | 2:06:42.9 |         |
| 17    | Марія де Вальдес     | Іспанія (ESP)         | 2:07:02.4 |         |
| 18    | Ліза Пу              | Монако (MON)          | 2:07:05.4 |         |
| 19    | Марта Сандоваль      | Мексика (MEX)         | 2:07:24.9 |         |
| 20    | Ліа Фібі Крісп       | Велика Британія (GBR) | 2:07:46.7 |         |
| 21    | Марія Брамонт-Аріас  | Перу (PER)            | 2:12:44.7 |         |
| 22    | Леоні Мартенс        | Німеччина (GER)       | 2:15:57.3 |         |
| 23    | Емма Фінлін          | Канада (CAN)          | 2:22:06.5 |         |
| 24    | Сінь Сінь            | Китай (CHN)           | 2:27:02.9 |         |